# 虞瑛
虞瑛（1406年—？），字廷瓛，陝西漢中府南鄭縣人，明朝政治人物。進士出身。

## 生平
應天府鄉試第三十七名。宣德五年（1430年）丁丑科會試第七十七名，殿試登進士第三甲第二十二名。

## 家族
曾祖虞良，曾任元殿中侍御史。祖父虞詢，曾任任溫州府知府。父亲虞進，曾任任宗人府經歷。